# Α-ケトイソカプロン酸
α-ケトイソカプロン酸（アルファ-ケトイソカプロンさん、α-ketoisocaproic acid）は、ロイシンの代謝中間体の一つである。